# 다테 요시쿠니

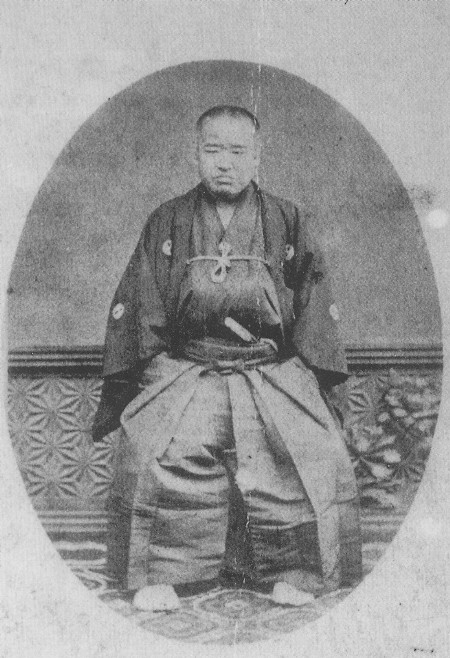
다테 요시쿠니

다테 요시쿠니(일본어: 伊達慶邦, 1825년 10월 17일 ~ 1874년 7월 12일)는 일본 에도 시대의 다이묘로, 센다이번의 13대 번주이자, 다테 가문의 29대 당주이다.
분세이 8년, 11대 번주 다테 나리요시의 둘째 아들로 태어났다. 덴포 12년(1841년), 12대 번주 다테 나리쿠니가 25세의 나이로 사망하자, 그 뒤를 이어 번주직에 취임했다. 분큐 3년(1863년), 이치노세키번주 다무라 유키아키를 양자로 삼아 이름을 다테 모치무라로 개명하여 적자로 삼았으나, 모치무라는 게이오 3년(1867년)에 요절하였다. 그 후 우와지마번주 다테 무네나리의 아들 무네아쓰를 양자로 삼았다.
게이오 4년(1868년), 도호쿠 지방, 홋카이도, 니가타를 영토로 하는 오우에쓰 열번동맹을 수립하고 스스로 맹주가 되었다. 이로써 요시쿠니는 메이지 신정부에 대항하는 북방 정권의 최고 권력자가 되었다. 요시쿠니는 린노지노미야 고겐뉴도 친왕을 옹립하여 메이지 천황에 대항하고 새로운 조정인 동무 조정(東武朝廷)을 창설하려 하였다. 그리고 보신 전쟁에서 신정부군을 타도하고 스스로 세이이타이쇼군이 되려 하였으나, 전쟁은 치열한 전투 끝에 결국 신정부군의 승리로 돌아갔고 요시쿠니는 항복하였다. 요시쿠니는 도쿠가와 요시노부와 마찬가지로 사일등(死一等)의 판결이 내려졌으나, 감형되어 근신 처분을 받았다. 양자 무네아쓰도 신정부에 의해 폐적, 근신 처분을 받았고, 요시쿠니는 넷째 아들 무네모토에게 번주직을 양위하고 은퇴하였다. 메이지 7년(1874년)에 50세의 나이로 사망하였다.
| 전임 다테 나리쿠니 | 제13대 센다이번 번주 1841년 ~ 1868년 | 후임 다테 무네모토 |

## 같이 보기
- 다테씨